# USS Lexington (CV-16)

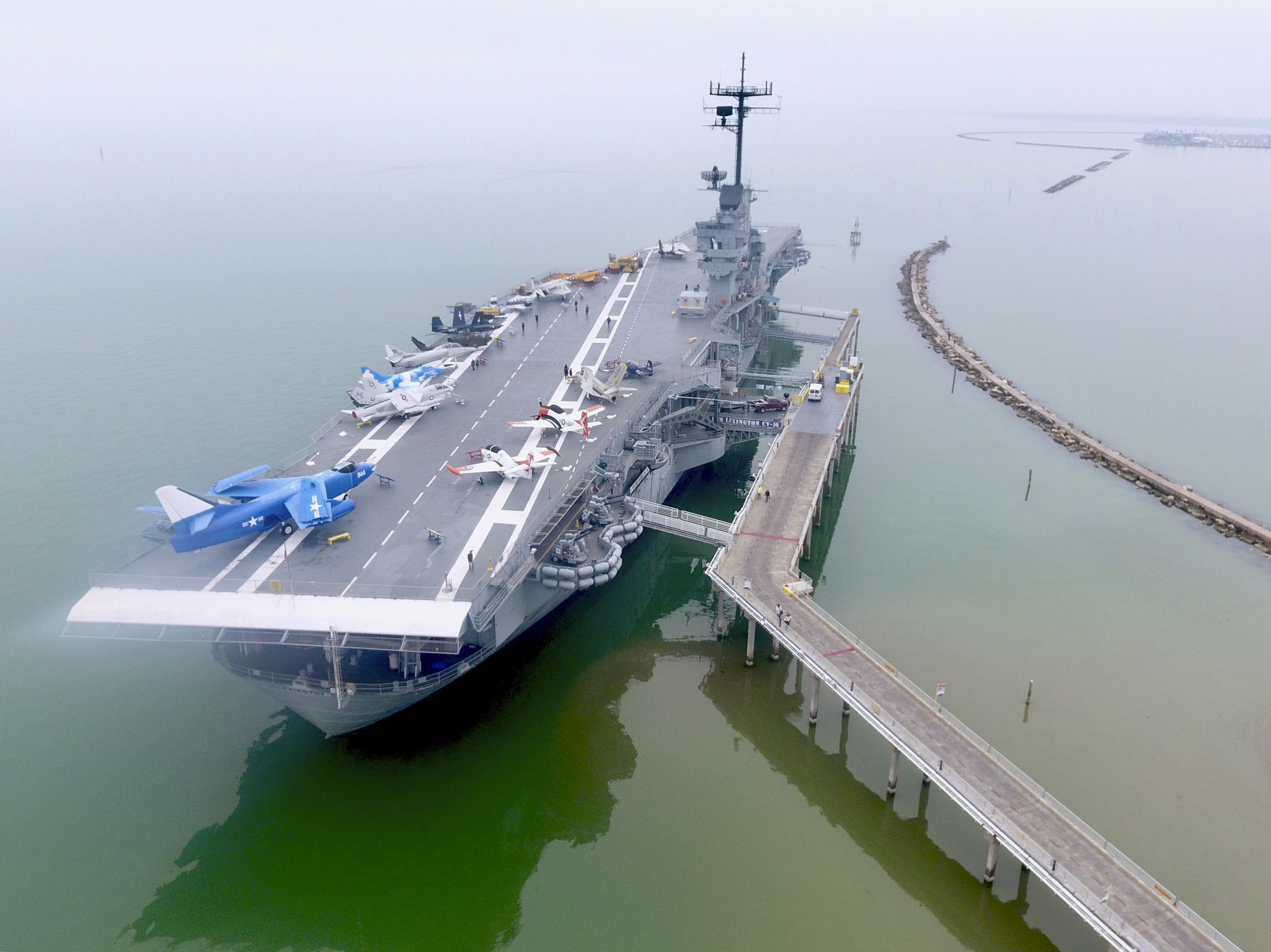
USS Lexington i Corpus Christi, Texas som museifartyg.

USS Lexington (CV/CVA/CVS/CVT/AVT-16), också känd som "The Blue Ghost", är ett av 24 hangarfartyg i Essex-klassen som byggdes för amerikanska flottan under andra världskriget. Hon är det femte fartyget att bära namnet Lexington efter slaget vid Lexington under amerikanska frihetskriget. Hon fick ursprungligen namnet Cabot men namnändrades under konstruktionen i minne åt USS Lexington (CV-2) som sänktes under slaget vid Korallhavet i maj 1942.

## Tjänstgöring
Lexington togs i tjänst i februari 1943 och tjänstgjorde i flera sjötåg i Stillahavskriget och mottog Presidential Unit Citation och 11 battle stars för sin tjänst under andra världskriget. Liksom många av hennes systerfartyg togs Lexington ur tjänst efter kriget men moderniserades och togs åter i tjänst i början av 1950-talet efter omklassificerats till ett attackhangarfartyg (CVA) och sedan till ett ubåtsjaktshangarfartyg (CVS). Under hennes andra tjänstgöringsperiod opererade hon både i Atlanten/Medelhavet och Stilla havet, men tillbringade större delen av sin tid, nästan 30 år, på östkusten som ett utbildningshangarfartyg (CVT).
Hon togs ur tjänst 1991 och var därmed aktiv längre tid än någon annat fartyg i Essex-klassen. 

## Museifartyg
Hon donerades för användning som ett museifartyg i Corpus Christi, Texas 1992. Lexington utsågs till ett National Historic Landmark 2003. Trots att hennes överlevande systerfartyg Yorktown, Intrepid och Hornet bär lägre skrovnummer sjösattes Lexington och togs i tjänst tidigare vilket gör henne till det äldsta kvarvarande hangarfartyget i världen.